# آن سوی آینه (فیلم ۱۹۷۳)
آن سوی آینه (اسپانیایی: Al otro lado del espejo‎) یک فیلم ترسناک درام به کارگردانی خسوس فرانکو است که در سال ۱۹۷۳ منتشر شد. اما کوهن بابت نقش‌آفرینی‌اش در این فیلم در ۲۹مین دورهٔ اهدای جوایز حلقه نویسندگان سینمایی، برندهٔ جایزهٔ «بهترین بازیگر زن» شد. از این فیلم، دست‌کم پنج نسخه، شامل سه نسخهٔ سافت‌کورِ مختلف (دو نسخه اسپانیایی و یک فرانسوی) و دو نسخهٔ هاردکورِ گوناگون (یکی فرانسوی و دیگری ایتالیایی) موجود است.

## گزیدهٔ بازیگران
- اما کوهن
- فرانسوا برایون
- لینا رومای
- رامیرو الیوروس
- کارمن کاربونل
- سیمون آندرئو
- هوارد ورنون
- رابرت وودز
- فیلیپ لومر
- آلیس آرنو